# Lodderena emeryi
Lodderena emeryi is een slakkensoort uit de familie van de Skeneidae. De wetenschappelijke naam van de soort is voor het eerst geldig gepubliceerd in 1966 door Ladd.